# Ruben Sança
Ruben Pascal Nascimento Sança (Santa Maria, 13 dicembre 1986) è un maratoneta e mezzofondista capoverdiano.
Ha rappresentato lo stato insulare di Capo Verde ai Giochi olimpici di Londra 2012. Formatosi grazie ad una borsa di studio negli Stati Uniti d'America, ha partecipato a numerose maratone mondiali come quella di Berlino, di Rotterdam, di Londra e di Boston.

## Record nazionali
- 5000 metri piani: 14'05"39 ( Walnut, 16 aprile 2010)
- Maratona: 2h18'47" ( Rotterdam, 10 aprile 2011)

## Palmarès
| Anno | Manifestazione           | Sede   | Evento         | Risultato | Prestazione | Note |
| ---- | ------------------------ | ------ | -------------- | --------- | ----------- | ---- |
| 2011 | Mondiali                 | Taegu  | Maratona       | 46º       | 2h34'40"    |      |
| 2012 | Giochi olimpici          | Londra | 5000 m piani   | Batteria  | 14'35"19    |      |
| 2013 | Giochi della Francofonia | Nizza  | 5000 m piani   | 7º        | 14'29"07    |      |
| 2014 | Giochi della Lusofonia   | Goa    | 5000 m piani   | Oro       | 14'28"48    |      |
| 2014 | Giochi della Lusofonia   | Goa    | 10000 m piani  | 4º        | 30'56       |      |
| 2019 | Giochi panafricani       | Rabat  | Mezza maratona | 16º       | 1h10'37"    |      |

## Altre competizioni internazionali
2009
- Bronzo alla Yankee Homecoming ( Newburyport), 10 miglia - 51'30"
- 7º alla Boston Mayor's Cup ( Boston), 8 km - 24'23"

2010
- 5º alla Boston Mayor's Cup ( Boston), 8 km - 24'06"
- 9º alla Armagh Road Race ( Armagh), 5 km - 14'11"

2011
- 18º alla Maratona di Rotterdam ( Rotterdam) - 2h18'47"
- 16º alla Las Vegas Rock 'n' Roll Half Marathon ( Las Vegas) - 1h05'26"
- Oro alla New Bedford Half Marathon ( New Bedford) - 1h05'26"
- 33º alla Peachtree Road Race ( Atlanta) - 30'03"
- 7º alla Boston Mayor's Cup ( Boston), 8 km - 23'56"

2012
- Oro alla James Joyce Ramble ( Dedham) - 30'19"

2014
- 20º alla Maratona di Boston ( Boston) - 2h19'05"

2015
- 24º alla Maratona di Boston ( Boston) - 2h21'58"
- 8º alla Boston Half Marathon ( Boston) - 1h09'51"

2016
- 32º alla Maratona di Londra ( Londra) - 2h21'28"
- 12º alla Great North Run ( Newcastle upon Tyne) - 1h05'53"

2018
- 29º alla Maratona di Berlino ( Berlino) - 2h21'01"